# Между небето и земята
„Между небето и земята“ (на английски: Heaven & Earth) е биографична военна драма от 1993 г., написан и режисиран от Оливър Стоун, и участват Томи Лий Джоунс, Джоан Чен, Хайнг С. Нгор и Хиеп Тай Ли. Това е третия филм на Стоун за Виетнамската война, след „Взвод“ (1986) и „Роден на четвърти юли“ (1989). Филмът е базиран на книгите When Heaven and Earth Changed Places и Child of War, Woman of Peace, които са написани от Ле Ли Хайслип.